# تارین آلاراخیا
تارین آلاراخیا (انگلیسی: Tarryn Allarakhia؛ زادهٔ ۱۷ اکتبر ۱۹۹۷) بازیکن فوتبال اهل بریتانیا است.
از باشگاه‌هایی که در آن بازی کرده‌است می‌توان به باشگاه فوتبال کولچستر یونایتد اشاره کرد.